# Rogi
Rogi su naselje u Hrvatskoj u sastavu općine Skrada. Nalaze se u Primorsko-goranskoj županiji.

## Zemljopis
Sjeveroistočno je Buzin, sjeverozapadno je Radočaj Brodski, sjeveroistočno je Planina Skradska, istočno su Skrad i geomorfološki rezervat Vražji prolaz i Zeleni vir.

## Stanovništvo
| broj stanovnika | 103   | 106   | 106   | 90    | 96    | 123   | 92    | 87    | 88    | 95    | 81    | 41    | 32    | 21    | 11    | 12    | 7     |
|                 | 1857. | 1869. | 1880. | 1890. | 1900. | 1910. | 1921. | 1931. | 1948. | 1953. | 1961. | 1971. | 1981. | 1991. | 2001. | 2011. | 2021. |